# Günther Karl
Günther Karl (* 4. Januar 1949 in Passau) ist ein ehemaliger deutscher Ruderer.

## Biografie
Günther Karl gewann zwischen 1967 und 1969 3 Silber- und 2 Bronzemedaillen beim Deutschen Meisterschaftsrudern. Bei den Olympischen Sommerspielen 1968 in Mexiko-Stadt wurde er zusammen mit Franz Held Sechster in der Zweier ohne Steuermann-Regatta. Ein Jahr später war Karl Teil des Deutschland-Achters, der bei den Europameisterschaften in Klagenfurt die Bronzemedaille gewann.